# فلورنس سبيرينغ راندولف
فلورنس سبيرينغ راندولف (6 أغسطس أو 9 أغسطس 1866 - 28 ديسمبر 1951): هي سيدة مجتمع أمريكية، ومنادية بحق المرأة في الاقتراع، وُسمت قسيسة راعية لأبرشية مصلى والاس للكنيسة الصهيونية الأسقفية الميثودية الأفريقية في ساميت، مقاطعة يونيون، نيوجيرسي، الولايات المتحدة. منذ عام 1925 إلى 1946. نظّمت اتحادًّا لأندية النساء الملونات، وترأست الجمعية التبشيرية الأجنبية للنساء في نيوجيرسي.

## حياتها المبكرة
وُلدت فلورنس سبيرينغ في تشارلستون، كارولينا الجنوبية، وهي ابنة جوهان سبيرينغ وآنا سميث سبيرينغ. كان والدها نجارًا. تدربت سبيرينغ على الحياكة، وانتقلت شمالًا إلى نيوجيرسي حيث عاشت مع أختها لينا للعمل. أصبحت في وقت لاحق من حياتها أول امرأة أمريكية أفريقية تلتحق بجامعة درو. حصلت على دكتوراه فخرية في عام 1933 في اللاهوت من جامعة ليفنغستون.

## حياتها المهنية
كانت فلورنس سبيرينغ راندولف واحدة من أوائل النساء في طائفة كنيسة صهيون الأسقفية الميثودية الأفريقية تُرسَّم شماسة (1901)، وقسيسة (1903)، وواعظة مرخصة. جاءت إلى مصلى والاس الكنسي بصفتها راعية أبرشية مؤقتة في عام 1925، ولكن سرعان ما دام هذا النسق، وبقيت راعية أبرشية للكنيسة مدة عشرين سنة إلى حين تقاعدها في عام 1946. بُني المبنى الحديث للكنيسة في فترة توليها ودُفعت كامل مستحقاتها من الديون.
مثّلت بلدها في مؤتمر مسكوني دولي في لندن في عام 1901. أنشأت مكتب إمداد لجمع التبرعات وتوزيعها على المبشرين في نيوجيرسي بصفتها رئيسة الجمعية التبشيرية الأجنبية للنساء في نيوجيرسي. زارت أيضًا مبشري الكنيسة الصهويونية الأسقفية الميثودية الأفريقية في ليبيريا وغانا من عام 1922 حتى 1924.
عملت فلورنس سبيرينغ راندولف في المجلس التنفيذي لحق المرأة في الاقتراع في نيوجيرسي. أسست في عام 1915 اتحاد أندية نيوجيرسي للنساء الملونات وترأسته.

## حياتها الشخصية وإرثها
تزوجت فلورنس من هيو راندولف الذي كان يعمل طباخًا على خطوط السكك الحديدية في عام 1884، وُلدت ابنتها ليا فيولت راندولف في عام 1887. ترملت مع وفاة هيو راندولف في عام 1913. توفيت القسيسة فلورنس في سبيرينغ في عام 1915، وهي في سن 85 عامًا.
حفظت حفيدتها أنيس جونسون وارد حقيبة أوراق القسيسة راندولف، وشاركت بها في عام 1928 في كتاب بنات الرعد: الواعظات السود وخطبهم 1850-1979 (1998) لأستاذة التاريخ في جامعة تيمبل، بيتي كولر توماس.
تمنح المدرسة التكنولوجية في جامعة درو جائزة القسيسة فلورنس سبيرينغ راندولف في ذكراها. هناك أيضًا لوحة تاريخية تعرض مسيرتها المهنية في مصلى والاس الكنسي، في قسم التراث النسائي في نيوجيرسي. عقدت الجمعية التبشيرية وبيت المرأة في عام 2015 يومًا للمؤسسين للاحتفال بذكرى راندولف.